# Digitale Einreiseanmeldung
Die digitale Einreiseanmeldung (DEA) war eine mit der Coronavirus-Einreiseverordnung eingeführte Webanwendung, mit der sich Personen, die aus Risikogebieten nach Deutschland einreisen wollen, vor der Einreise digital anzumelden hatten.
Die DEA ist ausgelaufen; der Betrieb des IT-Systems Digitale Einreiseanmeldung wurde mit Ablauf des 31. Dezember 2022 eingestellt. Die CoronaEinreiseV wurde diesbezüglich am 7. Januar geändert.

## Gesetzliche Regelung und Umsetzung
In Abstimmungen zwischen Bund und Ländern wurde am 14. Oktober 2020 eine angepasste Muster-Verordnung zu Quarantänemaßnahmen für Ein- und Rückreisende im Bundeskabinett vorgestellt. Entsprechend dieser Abstimmungen sowie den Anordnungen des Bundesministeriums für Gesundheit mussten sich Einreisende, die sich innerhalb der letzten zehn Tagen in einem Corona-Risikogebiet aufgehalten hatten, vor ihrer Einreise nach Deutschland elektronisch registrieren. Risikogebiete und Hochinzidenzgebiete betreffend gab es wenige Ausnahmen – etwa für Personen, die lediglich durch ein Risikogebiet durchgereist waren, ohne dort einen Zwischenaufenthalt zu haben. Virusvarianten-Gebiete betreffend galten keine Ausnahmen. Nach der Einreise galten Quarantänepflichten nach Landesrecht. Die Neuerungen waren bis zum 8. November 2020 durch die Länder umzusetzen. Genaueres war in der Coronavirus-Einreiseverordnung vom 13. Januar 2021 (CoronaEinreiseV), die seitdem mehrmals verlängert wurde, festgelegt. Die Coronavirus-Einreiseverordnung (CoronaEinreiseV) vom 12. Mai 2021 führte die Regelungen der ursprünglichen Coronavirus-Einreiseverordnung, der Coronavirus-Schutzverordnung und der Musterquarantäneverordnung zusammen. Die Verordnung regelte somit bundesweit einheitlich die Anmelde-, Quarantäne- und Nachweispflicht sowie das Beförderungsverbot aus Virusvariantengebieten. Sie wurde seitdem mehrfach geändert.
Die digitale Einreiseanmeldung war von Nutzern digitaler Endgeräte (Desktop, Tablet, Smartphone) weltweit verwendbar und ersetzte die frühere Aussteigerkarte in Papierform. Die in der Einreiseanmeldung eingegebenen Daten wurden an die zuständigen Gesundheitsämter weitergeleitet. Die Daten wurden verschlüsselt übertragen, ausschließlich dem jeweils zuständigen Gesundheitsamt zugänglich gemacht und 14 Tage nach der Einreise automatisch gelöscht.
Ausschließlich zur Verwendung durch Personen, denen es nicht möglich gewesen war, die digitale Einreiseanmeldung auszufüllen, stand ein „Formular Ersatzmitteilung für die Einreise in die Bundesrepublik Deutschland“ zur Verfügung.
Die Entwicklung erfolgte in acht Wochen gemeinsam durch das Bundesinnenministerium und den Technologiepartner Bundesdruckerei GmbH nach den fachlichen Vorgaben des Bundesgesundheitsministeriums. Die größte Herausforderung lag dabei laut Bundesgesundheitsministerium in der Erstellung einer Vernetzung und sicheren Datenübermittlung unter den 370 Gesundheitsämtern in den Kreisen und kreisfreien Städten.
Bundesgesundheitsminister Jens Spahn sprach von einer Entlastung der Gesundheitsämter; Bundesinnenminister Horst Seehofer von einem Ende der „Zettelwirtschaft“ im Reiseverkehr.

## Weitere Länder und Regionen
Vor Einreisen in bestimmte EU-Staaten ist ein europäisches digitales Passagier-Lokalisierungs-Formular (EU dPLF) auszufüllen – so nach Italien und Malta mit Stand vom Juli 2021; nach Frankreich, Italien, Malta und Slowenien mit Stand vom Januar 2022, nach Malta und Slowenien mit Stand vom Januar 2023.
Neben dem EU dPLF gibt bzw. gab es einzelne länderspezifische digitales Passagier-Lokalisierungs-Formulare (eine hiervon war die deutsche Digitale Einreiseanmeldung).
Für Österreich war eine Einreiseerklärung (Pre-Travel-Clearance) vor der Einreise verpflichtend auszufüllen, bei der bestimmte Ausnahmen galten; diese Pflicht wurde aufgehoben.